# Morféma
A morféma a nyelv legkisebb olyan egysége, amely önálló jelentést vagy strukturális szerepet hordoz; a szó legkisebb értelmezhető része. Absztrakt egység, mely az artikuláció (beszéd) és a szegmentálás (szófelismerés, a szöveg szavakra való bontása) aktív részeként állítható elő. A morfémáknak a nyelvben való megjelenését a morfológia tudománya vizsgálja.

## Eredete
A morféma fogalma az amerikai strukturalizmusból származik, és Leonard Bloomfield tette közismertté. Neve a görög morfé szóból ered, amely alakot, formát jelent.

## Fajtái
A morfémák fonémák sorozataként, írásban jelekként állnak elő. Fonémák, ill. grafémák sorozataként jelennek meg, melyeknek önállóan nincs jelentésük, de a különféle morfémák között jelentésmegkülönböztető szerepük lehet (például asztalok vs. asztaluk, l. még szóhasadás). Hangzó, ill. írásban megjelenő (felszíni) alakjukat morfnak nevezzük, a morféma pedig az elvont alakra utal.
Környezettől függő variánsaikat allomorfoknak nevezzük: például a -ban morféma allomorfja a [ban] és a [ben]; a bokor allomorfja a [bokor] és a [bokr].
Az egyes allomorfok más-más környezetben jelenhetnek meg: amelyek a mondatban önállóan is előfordulhatnak (mint a [bokor]), azokat szabad morfémáknak, amelyeknek nem (mint a [bokr]), azokat kötött morfémáknak nevezzük.
Másik lehetséges csoportosítás a lexikális és nyelvtani morfémák közötti: a lexikális morfémák vagy lexémák a szógyököt alkotják, tehát ezek alkotják a nyelv alapszókészletét. A nyelvtani morfémák vagy gramémák ezzel szemben nem szavak, hanem a szavakat módosítják a nyelvtannak megfelelően, és nyelvtani információval szolgálnak. – A nyelvtani morfémák alcsoportjai a derivatívák, azaz képzők, melyek megváltoztathatják a szóosztályokat, és a flexívák, azaz ragok és jelek, melyek a szóosztályt érintetlenül hagyják. A névelőket, elöljárókat és kötőszavakat szintén a nyelvtani morfémák közt tartják számon. Az unikális morfémák saját osztályt alkotnak. Egyetlen kombinációjuk van, és nincs önálló jelentésük.
Példák:
- lexikális: szekrény, ember – önálló szavak önálló jelentéssel
- nyelvtani:
  - szabad: az, de – állhatnak önálló szavakként, de egy másik morfémától függenek
  - kötött, származtatott: -ság, -ség – saját jelentésük nincs, nem önállóak; a szavakból új szavakat képeznek
  - kötött, rag: -ban, -ben, -k, ki-, be- – saját jelentésük nincs, nem önállóak; egy másik morfémát módosítanak